# Wesleyanska kyrkan
Wesleyanska kyrkan är ett trossamfund bildat den 26 juni 1968, genom samgående mellan Pilgrim Holiness Church (grundad 1897 i Cincinnati, Ohio) och The Wesleyan Methodist Church of America. Idag har Wesleyanska kyrkan över 400 000 anhängare i 5 000 församlingar (varav 1 731 i Nordamerika) i närmare hundra länder. Dess doktrin är sprungen ur arminianismens predestinationslära och John Wesleys lära om frälsning. Den har starka kopplingar till helgelserörelsen.

## Historia
1843 samlades en grupp metodister till konferens i Utica, New York och bildade the Wesleyan Methodist Connection. Denna grupp kristna var pionjärer när det gällde kvinnors och afroamerikaners rättigheter. Wesleyanska kapellet i Seneca Falls,New York var värd för det första kvinnorättsmötet 1848 och 1856 ordinerades den första kvinnliga pastorn i USA av samfundets missionsföreståndare Luther Lee. 
Vid kyrkans generalförsamling 1867 gjorde man ett uttalande om allmän och lika rösträtt, omfattande kvinnor och svarta. 
1947 bytte samfundet namn till The Wesleyan Methodist Church of America. 
1966 gick man samman med Kanadas Reformerta Baptistallians och 1968 med the Pilgrim Holiness Church. Det sistnämnda året anslöt sig också 25 - 30 wesleyanska helgelseförsamlingar till samfundet vid en samling på Anderson University i Anderson, Indiana.

## Organisation
Dess huvudkvarter ligger i Fishers i Indiana i USA. Vanligen styrs de enskilda församlingarna enskilt av lekmän och prästerskap. Kyrkan har en generalföreståndare, General Superintendent och ett råd, Board of General Superintendents med lokalt valda företrädare för fyra år (som väljs av generalkonferenser). 2010 var generalföreståndarinnan Dr Jo Anne Lyon. 
Kyrkan är medlem av Christian Holiness Partnership, Evangeliska Världsalliansen och Metodistiska Världsrådet.

### Utbildning
- Indiana Wesleyan University - där även rörelsens teologiska seminarium återfinns.
- Southern Wesleyan University
- Oklahoma Wesleyan University
- Houghton College
- Bethany Bible College